# Soundwave Festival
Das Soundwave ist ein Musikfestival, das seit 2004 in Perth veranstaltet wird. Seit 2007 findet das Soundwave in mehreren Städten Australiens statt. Auf dem Festival traten seit der Erstaustragung viele internationale Acts und australische Bands aller Genres, darunter auch Rock-, Metal- und Punkbands, auf. Das Soundwave Festival wird von Soundwave Touring organisiert, welches auch für die Austragung des Harvest Festivals verantwortlich ist.

## Geschichte
Erstmals wurde das Soundwave im Jahr 2004 in Perth, Western Australia als „Gravity Soundwave“ zeitgleich mit den Gravity Games ausgetragen. Es fand im McCallum Park entlang des Swan River statt. Erster Sponsor des Festivals war Vodafone. Erster Headliner des zweitägigigen Musikfestivals war Good Charlotte. Am Tag darauf spielten unter anderem Unwritten Law, Regurgitator, MxPx und Lagwagon auf dem Soundwave.
Nachdem das Festival auch in den Jahren 2005 und 2006 lediglich in Perth stattfanden, expandierte das Musikfestival 2007 erstmals. Neben Perth wurde das Soundwave auch in Sydney und Brisbane ausgetragen. Ein Jahr später wurden Adelaide und Melbourne als weitere Standorte bestätigt. Heute besteht das Soundwave aus fünf Festivals. Obwohl die ersten Künstler für das Soundwave Festival im Jahr 2016 bestätigt wurden, sagte der Organisator AJ Maddah die Austragung des Festivals ab. Der Grund seien niedrige Ticketverkaufszahlen gewesen. Später stellte sich zudem heraus, dass mehrere Künstler, die im Jahr 2015 auf dem Festival spielten, keine Gage für ihre Auftritte erhalten haben. Künstler, die für das Festival im Jahr 2016 angekündigt wurden, sagten etwas später Auftritte ab, darunter die Bands L7 und Bring Me the Horizon. Maddah sagte, dass es auch im Jahr 2017 kein Soundwave geben würde.

## Austragungen

### 2007
Das Festival expandierte und hatte drei Termine. Neben Perth kamen Brisbane und Sydney als Festivalstandort hinzu. Auch wurde die Anzahl der teilnehmenden Akteure deutlich vergrößert. In Perth spielten unter anderem Unwritten Law, MxPx und Parkway Drive.

#### Veranstaltungsorte
- Riverstage, Brisbane, 24. Februar 2007
- Sydney Park, Sydney, 25. Februar 2007
- Robinson Pavilion, Perth, 3. März 2007

#### Line-up
- Deftones
- +44
- As Tall as Lions
- Unwritten Law
- Thrice
- MxPx
- Suicidal Tendencies
- Hatebreed
- Juliette and the Licks
- The Bronx
- Eighteen Visions
- Parkway Drive
- Something with Numbers
- Flyleaf
- Terror
- Behind Crimson Eyes
- Houston Calls
- Trial Kennedy
- Forgive Durden
- Hit the Lights
- Drive By

#### Lokale Bands
Brisbane
- Doctor Octopus
- The Disables
- Say Nothing

Sydney
- Angelas Dish
- Regular John
- Fifty Sixx

Perth
- Stars Don’t Fall
- Calerway
- Avalore

Anmerkungen
- Parkway Drive spielte nicht in Perth
- As Tall as Lions ersetzte The Format

### 2008
Im Jahr 2008 kamen mit Melbourne und Adelaide zwei weitere neue Stationen hinzu, sodass das Soundwave Festival aus fünf Konzertterminen besteht. Headliner waren The Offspring, Killswitch Engage und Incubus. Insgesamt gab es fünf Bühnen, auf denen insgesamt 51 Bands spielten.

#### Veranstaltungsorte
- Riverstage and Parklands, Brisbane, 23. Februar 2008
- Sydney Park, Sydney, 24. Februar 2008
- Melbourne Showgrounds, Melbourne, 29. Februar 2008
- Bonython Park, Adelaide, 1. März 2008
- Steel Blue Oval, Perth, 3. März 2008

#### Line-up
- The Offspring
- Incubus
- Killswitch Engage
- Alexisonfire
- Thursday
- Infectious Grooves
- Plain White T’s
- Motion City Soundtrack
- Sugarcult
- Saosin
- Mindless Self Indulgence
- As I Lay Dying
- From Autumn to Ashes
- The Starting Line
- The Fall of Troy
- Shadows Fall
- Boys Like Girls
- Bleeding Through
- Halifax
- Scary Kids Scaring Kids
- Mewithoutyou
- The Matches
- The Receiving End of Sirens
- Haste the Day
- All Time Low
- Mae
- Still Remains
- As Tall as Lions
- City and Colour
- Cartel
- Madina Lake
- Kevin Devine
- Socratic
- Envy on the Coast
- The Dear Hunter
- My American Heart
- Divine Heresy
- Jim Ward (Sparta)
- Carpathian

### Lokale Bands
Brisbane
- The Amity Affliction
- Take 21
- The Gift Horse

Sydney
- Trial Kennedy

Melbourne
- Capeside
- Donnie Dureau (Blueline Medic)

Adelaide
- In Fiction
- City Riots

Perth
- Break Even
- Eleventh He Reaches London
- An Evening at Elmwood
- Anime Fire

Anmerkungen
- Alexisonfire ersetzten Coheed and Cambria[8]
- Thursday ersetzten Chiodos[9]
- Infectious Grooves ersetzten Social Distortion
- From Autumn to Ashes und Still Remains spielten nicht in Brisbane und Sydney[10]
- City and Colour ersetzten Ace Enders

### 2009

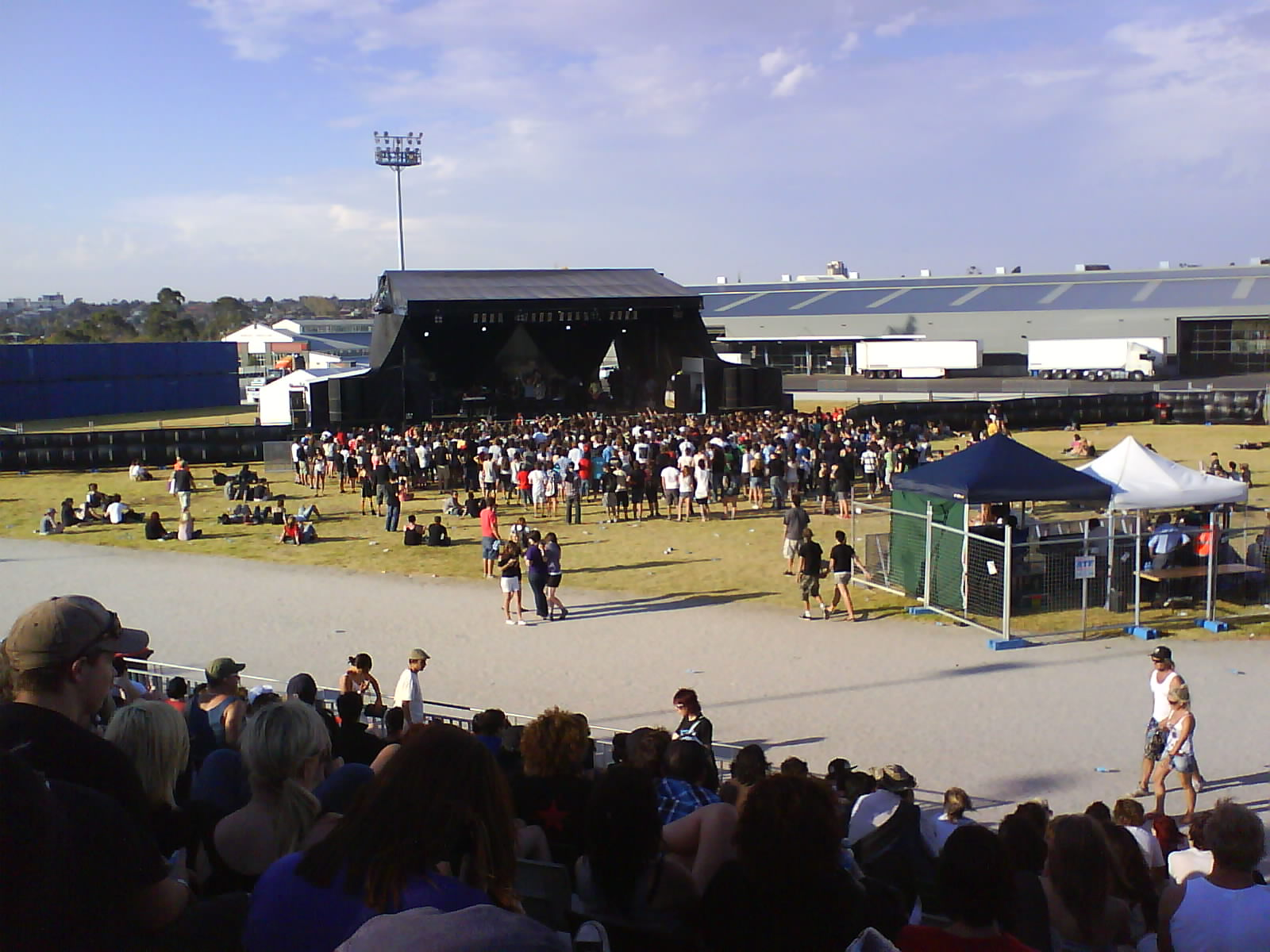
Chiodos bei ihrem Auftritt in Melbourne am 27. Februar 2009

Das Line-up wurde im September 2008 bekanntgegeben. Nine Inch Nails, Alice in Chains und Bloodhound Gang wurden als Headliner angekündigt. Die Darsteller der britischen Reality Stuntshow Dirty Sanchez sowie die finnischen Stuntmänner The Dudesons führten als MCs durch das Festival. Es spielten 55 Gruppen auf sechs Bühnen.

#### Veranstaltungsorte
- RNA Showgrounds, Brisbane, 21. Februar 2009
- Eastern Creek Raceway, Sydney, 22. Februar 2009
- Melbourne Showgrounds, Melbourne, 27. Februar 2009
- Bonython Park, Adelaide, 28. Februar 2009
- Steel Blue Oval, Perth, 2. März 2009

#### Line-up
- Nine Inch Nails
- Alice in Chains
- Bloodhound Gang
- The Dillinger Escape Plan
- Rival Schools
- Lamb of God
- Finch
- Alkaline Trio
- Billy Talent
- The Red Jumpsuit Apparatus
- Face to Face
- In Flames
- Anberlin
- The Subways
- Every Time I Die
- DevilDriver
- Funeral for a Friend
- Less Than Jake
- Madina Lake
- New Found Glory
- From First to Last
- Bedouin Soundclash
- Hellogoodbye
- Poison the Well
- Goldfinger
- Say Anything
- Unearth
- Bayside
- Chiodos
- Silverstein
- Saves the Day
- Lacuna Coil
- 36 Crazyfists
- Straylight Run
- Evergreen Terrace
- Minus the Bear
- Moneen
- Ace Enders (The Early November)
- I Am the Avalanche
- Jaguar Love
- Emery
- Houston Calls
- The Audition
- Attack in Black
- Innerpartysystem
- Valencia
- Alesana
- The Riverboat Gamblers
- Horse the Band
- Maylene and the Sons of Disaster
- Underoath
- Forever the Sickest Kids
- All That Remains
- Jack’s Mannequin
- Mike Herrera
- International Superheroes of Hardcore

#### Lokale Bands
Brisbane
- The Amity Affliction

Sydney
- Mission in Motion
- Mary Jane Kelly

Melbourne
- Stealing O’Neal
- House vs Hurricane

Adelaide
- Double Dragon
- Isle of Capri

Perth
- Elora Danan

Anmerkungen
- The Dillinger Escape Plan ersetzte Scars on Broadway
- Less Than Jake spielten nicht in Brisbane aufgrund von Flugverzögerung.
- International Superheroes of Hardcore wurden in einer dritten Welle angekündigt und traten lediglich in Sydney auf.

### 2010

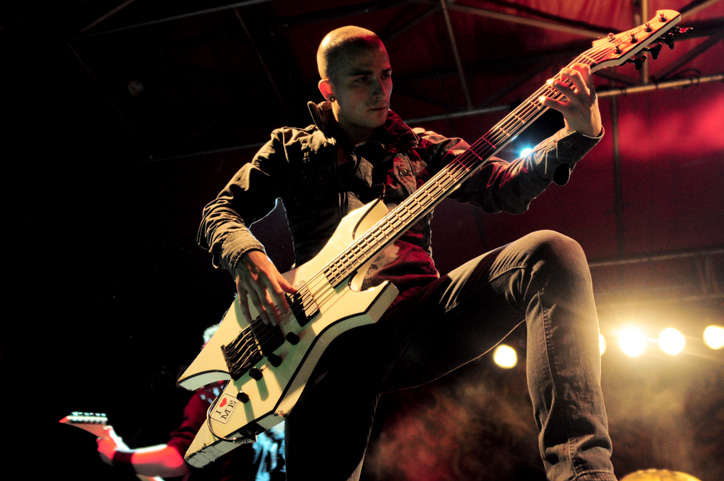
Paolo Gregoletto von Trivium während ihres Sets in Perth am 1. März 2010

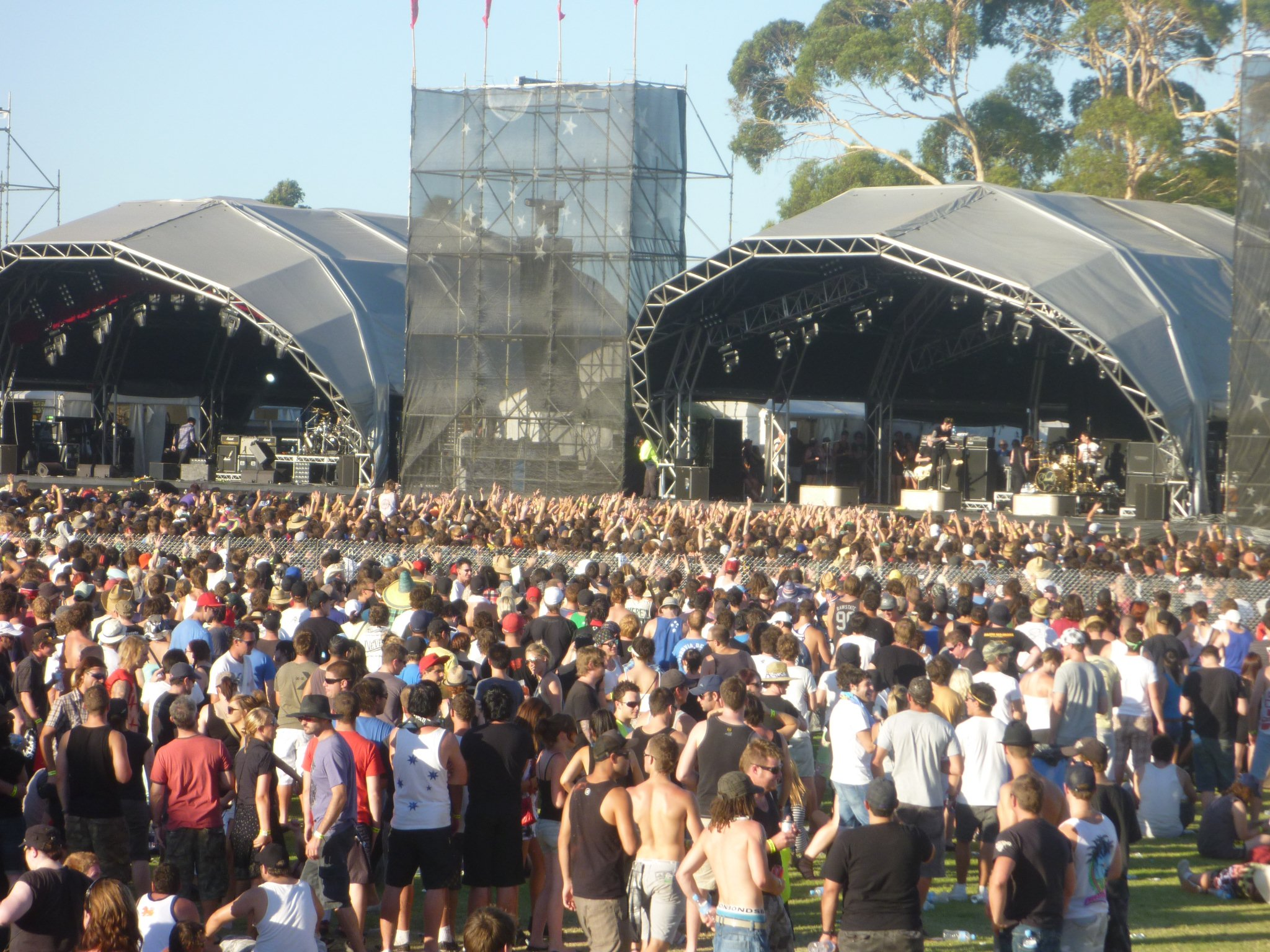
AFI in Perth am 1. März 2010

Die ersten Bands für das Festival 2010 wurden August 2009 angekündigt. Faith No More, Jane’s Addiction und Placebo waren Headliner für die fünf Konzerte des Soundwave Festivals. Außerdem traten in diesem Jahr Paramore, HIM, AFI und Jimmy Eat World auf. Letztere ersetzten die Gruppe My Chemical Romance. Es spielten 46 Bands auf sechs Bühnen.

#### Veranstaltungsorte
- RNA Showgrounds, Brisbane, 20. Februar 2010
- Eastern Creek Raceway, Sydney, 21. Februar 2010
- Melbourne Showgrounds, Melbourne, 26. Februar 2010
- Bonython Park, Adelaide, 27. Februar 2010
- Steel Blue Oval, Perth, 1. März 2010

#### Line-up
- Faith No More
- Jane’s Addiction
- Placebo
- AFI
- Paramore
- Jimmy Eat World
- HIM
- Alexisonfire
- Taking Back Sunday
- Trivium
- Sunny Day Real Estate
- Eagles of Death Metal
- The Get Up Kids
- Enter Shikari
- Reel Big Fish
- Meshuggah
- Anthrax
- Glassjaw
- All Time Low
- You Me at Six
- A Day to Remember
- It Dies Today
- Escape the Fate
- Clutch
- Set Your Goals
- Anti-Flag
- Isis
- Gallows
- A Wilhelm Scream
- The Weakerthans
- Emarosa
- Motion City Soundtrack
- Anvil
- Architects
- Comeback Kid
- The Almost
- Dance Gavin Dance
- Four Year Strong
- Shinedown
- Whitechapel
- The Aquabats
- This Is Hell
- Rolo Tomassi
- Baroness
- RX Bandits
- The Creepshow

#### Lokale Bands
Brisbane
- Too Late Escape
- Adelle

Sydney
- Heroes for Hire

Melbourne
- Death Audio

Adelaide
- ISAW

Perth
- Vanity

Anmerkungen
- Architects ersetzten The Devil Wears Prada
- This Is Hell ersetzten Maximum the Hormone
- Jimmy Eat World ersetzten My Chemical Romance
- Closure In Moscow wurden vom Line-up gestrichen, kein Ersatz.

### 2011

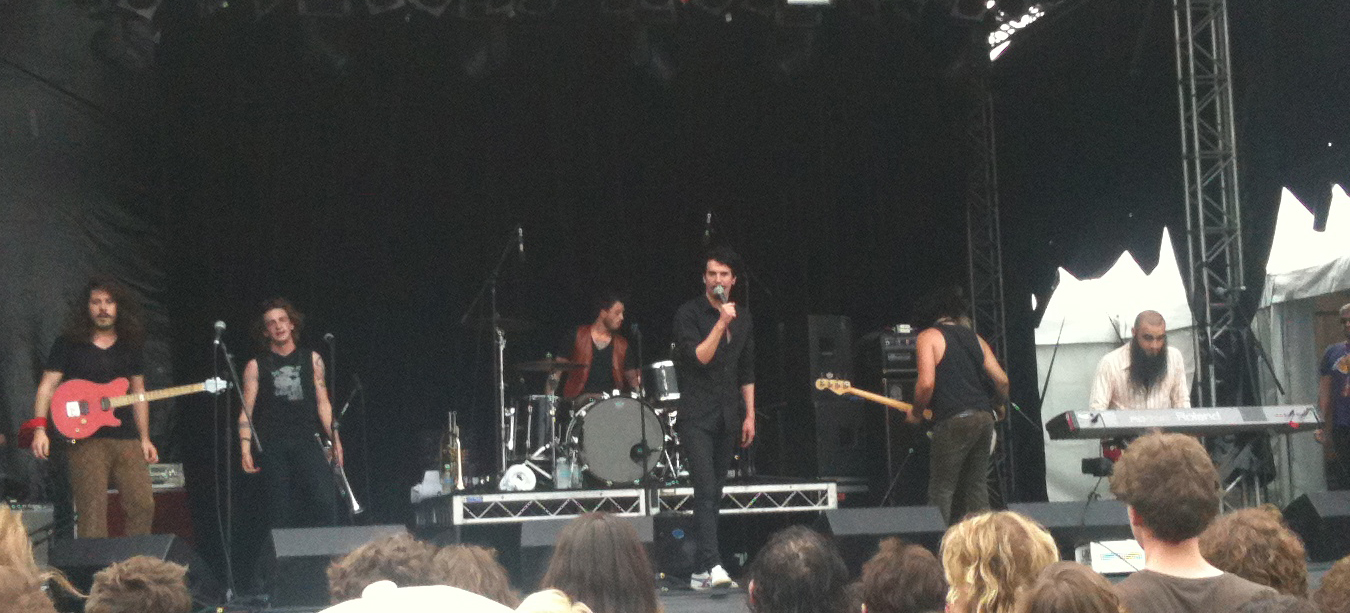
Foxy Shazam spielen in Sydney

Die ersten Bands wurden im August 2010 angekündigt. Als Headliner spielten Iron Maiden und Queens of the Stone Age. Das Line-up beinhaltete die Gruppe The Starting Line, die anlässlich zu diesem Festival ihr Comeback gaben. Slayer mussten ihren Auftritt in Sydney kurzfristig absagen da Tom Araya ins Krankenhaus eingeliefert werden musste. Auch Sum 41 konnten das Festival nicht beenden. Ihr Sänger, Deryck Whibley, erkrankte an einer Lungenentzündung. Es spielten 71 Bands auf acht Bühnen.

#### Veranstaltungsorte
- RNA Showgrounds, Brisbane, 26. Februar 2011
- Olympic Park, Sydney, 27. Februar 2011
- Melbourne Showgrounds, Melbourne, 4. März 2011
- Bonython Park, Adelaide, 5. März 2011
- Claremont Showgrounds, Perth, 7. März 2011

#### Line-up
- Iron Maiden
- Queens of the Stone Age
- Slayer
- Rob Zombie
- Primus
- Slash
- 30 Seconds to Mars
- Bullet for My Valentine
- One Day as a Lion
- Stone Sour
- Sum 41
- Third Eye Blind
- Murderdolls
- Social Distortion
- Millencolin
- Gang of Four
- New Found Glory
- Pennywise
- Bring Me the Horizon
- Anberlin
- Dimmu Borgir
- The Gaslight Anthem
- Coheed and Cambria
- DevilDriver
- Monster Magnet
- Sevendust
- Less Than Jake
- The Bronx
- The Amity Affliction
- Silverstein
- Terror
- MxPx
- Protest the Hero
- Melvins
- 36 Crazyfists
- Ill Niño
- The Ataris
- Fucked Up
- Bayside
- Feeder
- The Starting Line
- H2O
- Mad Caddies
- The Maine
- Trash Talk
- Mayday Parade
- Foxy Shazam
- The Rocket Summer
- Never Shout Never
- The Blackout
- Polar Bear Club
- Asking Alexandria
- All That Remains
- High on Fire
- Dommin
- The Sword
- Kylesa
- We the Kings
- Blessthefall
- There for Tomorrow
- Breathe Carolina
- Taking Dawn
- I See Stars
- Rise to Remain
- Tria Mera
- Nonpoint
- Veara
- Every Avenue
- This Town Needs Guns
- International Superheroes of Hardcore

#### Lokale Bands
Brisbane
- Tria Mera
- Friends With The Enemy

Sydney
- Blatherskite

Melbourne
- Anchors

Adelaide
- Paper Arms

Perth
- Sensory Amusia
- Lacrymae
- Chainsaw Hookers

Anmerkungen
- Slayer wurden kurz vor ihrem Auftritt in Sydney aus dem Programm genommen, da Tom Araya zwischenzeitlich ins Krankenhaus eingeliefert wurde.
- Blessthefall ersetzten A Skylit Drive
- Polar Bear Club ersetzten Alesana
- This Town Needs Guns wurden als Bonus-Gast eingeladen, nachdem zuvor zwei Acts absagen mussten.
- Saxon zogen ihre Teilnahme wegen Albumproduktionen und familiären Problemen zurück.
- Avenged Sevenfold sagten ab, da sie mit dem Zeitspielplan nicht einverstanden waren.
- Sum 41 spielten nur zwei Shows des Soundwave Festivals, da der Sänger an einer Lungenentzündung erkrankte. International Superheroes of Hardcore ersetzte die Gruppe für die restlichen Auftritte, traten aber nicht in Perth auf.

### 2012

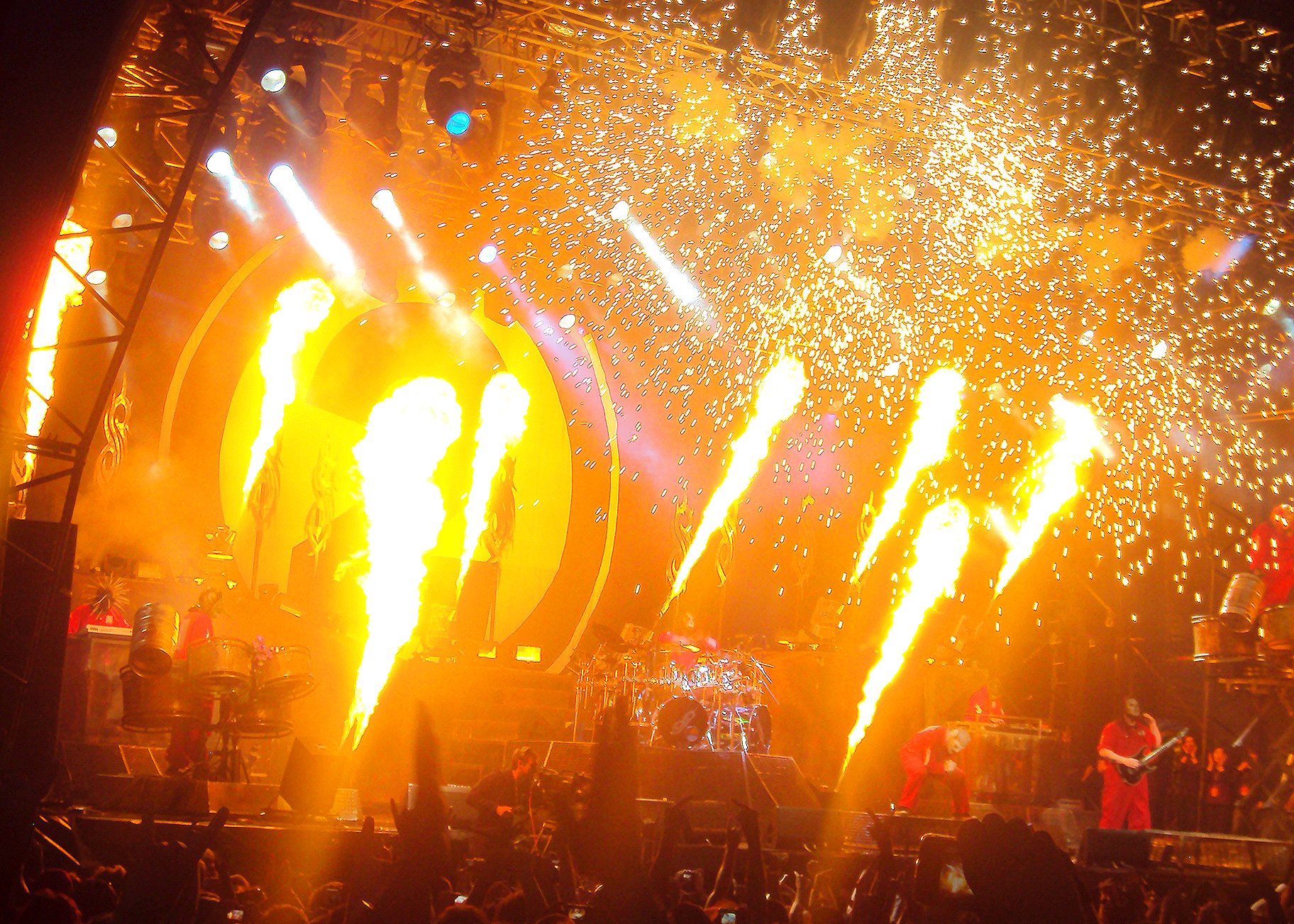
Slipknot am 2. März 2012 in Melbourne

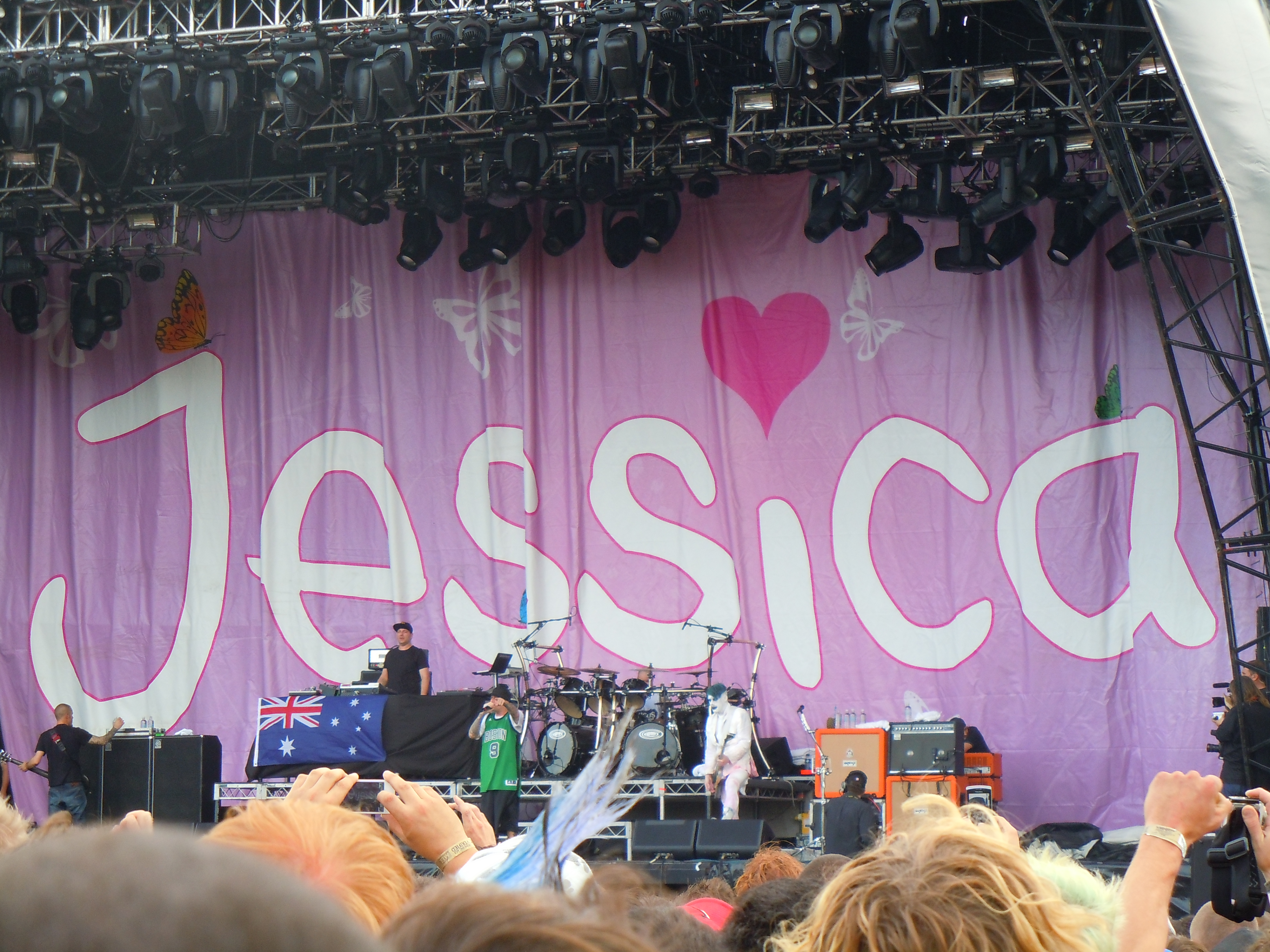
In Gedenken an Jessica Michalik: Limp Bizkit gedenken der 2001 verstorbenen Besucherin des Big Day Out Festivals, die während des Sets der Band in einem Moshpit verstarb

Im Oktober 2011 wurden die ersten Gruppen für das Soundwave Festival 2012 angekündigt. Slipknot, System of a Down, Limp Bizkit und Marilyn Manson waren bei diesem Festival Headliner.
Für Limp Bizkit war es die erste Australien-Tour seit elf Jahren. Zuletzt spielte die Gruppe 2001 im Rahmen des Big Day Out in „Down Under“. Während des Festivals gedachte die Gruppe Jessica Michalik, die während des Sets der Band 2001 in einem Moshpit an einem Atemstillstand verstorben war. Vor jedem Set der Gruppe bei dem Soundwave Festival wurde in einer Rede des Sängers Fred Durst die Organisation des Big Day Out harsch kritisiert.
Coal Chamber gaben auf dem Soundwave 2012 ihr Comeback und spielten die letzten Shows gemeinsam mit Thursday, welche sich 2012 vorübergehend trennten. Es spielten 95 Gruppen auf elf Bühnen.

#### Veranstaltungsorte
- RNA Showgrounds, Brisbane, 25. Februar 2012
- Olympic Park, Sydney, 26. Februar 2012
- Melbourne Showgrounds, Melbourne, 2. März 2012
- Bonython Park, Adelaide, 3. März 2012
- Claremont Showgrounds, Perth, 5. März 2012

#### Line-up
- System of a Down
- Slipknot
- Limp Bizkit
- Marilyn Manson
- A Day to Remember
- Bush
- Machine Head
- Lamb of God
- Bad Religion
- Mastodon
- Trivium
- Alter Bridge
- In Flames
- Lostprophets
- Staind
- Switchfoot
- Angels & Airwaves
- The Used
- Cobra Starship
- Wednesday 13
- You Me at Six
- Devin Townsend Project
- Coal Chamber
- Unearth
- Unwritten Law
- Strung Out
- Dashboard Confessional
- Thursday
- Raised Fist
- Dillinger Escape Plan
- Black Label Society
- Underoath
- Saves the Day
- Circa Survive
- Steel Panther
- The Black Dahlia Murder
- Kids in Glass Houses
- Meshuggah
- The Pretty Reckless
- Cathedral
- Paradise Lost
- Shadows Fall
- Tonight Alive
- Jacks Mannequin
- Fireworks
- Zebrahead
- Enter Shikari
- The Sisters of Mercy
- Four Year Strong
- Black Veil Brides
- Madina Lake
- Forever the Sickest Kids
- Hatebreed
- Biohazard
- Motionless in White
- In This Moment
- Break Even
- Heaven Shall Burn
- CKY
- Times of Grace
- Street Dogs
- Kvelertak
- Gojira
- Hyro Da Hero
- Letlive
- Hellyeah
- Cro-Mags
- Holy Grail
- Your Demise
- Kittie
- A Rocket to the Moon
- The Ready Set
- The Menzingers
- Dream On, Dreamer
- Attack! Attack!
- Dredg
- The Smoking Hearts
- The Summer Set
- The Cab
- Relient K
- VersaEmerge
- Heroes for Hire
- Kill Hannah
- Chimaira
- Watain
- Conditions
- The Dangerous Summer
- Royal Republic
- These Kids Wear Crowns
- Framing Hanley
- I Am the Avalanche
- Turisas
- Cherri Bomb
- River City Extension
- Mission in Motion

#### Lokale Bands
Brisbane
- Milestones

Sydney
- The Sweet Apes

Melbourne
- Aitches

Adelaide
- Admella

Perth
- Sensory Amusia

Anmerkungen
- Bush ersetzte Hole.
- Paradise Lost und Switchfoot ersetzten DragonForce.
- These Kids Wear Crowns spielten nicht in Brisbane, da sie am gleichen Tag in einer ausverkauften Arena mit Simple Plan in Kanada spielten.
- Mission in Motion traten nicht in Melbourne auf.
- Black Tide und Switchfoot sagten aufgrund von Unfällen im familiären Umfeld ab.

### 2013

#### Veranstaltungsorte
- RNA Showgrounds, Brisbane, 23. Februar 2013
- Olympic Park, Sydney, 24. Februar 2013
- Flemington Racecourse, Melbourne, 1. März 2013
- Bonython Park, Adelaide, 2. März 2013
- Claremont Showgrounds, Perth, 4. März 2013

#### Line-up
- Metallica
- Linkin Park
- Blink-182
- A Perfect Circle
- The Offspring
- Paramore
- Slayer
- Garbage
- Cypress Hill
- Bullet for My Valentine
- Tomahawk
- Stone Sour
- Bring Me the Horizon
- Kyuss Lives
- Anthrax
- Killswitch Engage
- Sum 41
- DragonForce
- All Time Low
- Flogging Molly
- Ghost
- Duff McKagan’s Loaded
- Billy Talent
- Motion City Soundtrack
- Mindless Self Indulgence
- The Amity Affliction
- The Vandals
- Sick of It All
- Kingdom of Sorrow
- Fozzy
- The Lawrence Arms
- Sleeping with Sirens
- Cancer Bats
- The Blackout
- Gallows
- Madball
- Fucked Up
- Vision of Disorder
- Pierce the Veil
- Periphery
- The Sword
- Shai Hulud
- Of Mice & Men
- This Is Hell
- Miss May I
- Danko Jones
- Lucero
- Woe, Is Me
- The Wonder Years
- Polar Bear Club
- While She Sleeps
- Cerebral Ballzy
- The Early November
- Such Gold
- Six Feet Under
- The Dear Hunter
- Chelsea Grin
- Deaf Havana
- Red Fang
- Versus the World
- The Chariot
- Blood on the Dance Floor
- Confession
- Orange Goblin
- Chunk! No, Captain Chunk!
- Sylosis
- Memphis May Fire
- Crossfaith
- Northlane
- Dr. Acula
- Sharks
- O’Brother
- Milestones
- Living with Lions
- Puscifer
- Special Guests

#### Lokale Bands
Brisbane
- The Schoenberg Automaton

Sydney
- Born Lion

Melbourne
- Party Vibez

Adelaide
- Life Pilot

Perth
- In League

Anmerkungen
- Flogging Molly werden nicht in Perth spielen.
- Six Feet Under wurden vom Line-up gestrichen, nachdem sich ihr Schlagzeuger, Kevin Talley, mit seinem Dirtbike verletzt hatte.
- Blood on the Dance Floor wurden vom Line-up gestrichen.
- Dr. Acula trennten sich im Oktober 2012 und wurden vom Line-up gestrichen.
- Living with Lions wurden im Oktober für das Festival angekündigt, sagten jedoch aufgrund von Tour-Überschneidungen einen Auftritt ab.
- Puscifer wurden ursprünglich als Überraschungsgast angekündigt, werden aber nur in Sydney und Adelaide auftreten. A Perfect Circle wurden für das Line-up angekündigt.
- Als Special Guest wird eine Band aus Australien in Brisbane auftreten.
- Tripe J Unearthed-Gewinner für den Auftritt in Perth war In League. Allerdings wird die Gruppe aufgrund eines Konfliktes zwischen den Organisatoren und Claremont Town wird die Gruppe nicht auftreten. Stattdessen wird es Backstage-Pässe geben, mit denen Fans die Gruppe treffen können.

### 2014
Die erste Bandwelle wurde bereits am 23. August 2013 bekanntgegeben. Insgesamt traten 94 Bands auf dem Festival auf. Der Austragungsort in Perth wurde wegen eines länger andauernden Konfliktes mit dem Claremont Council von den Claremont Showgrounds auf das Areal der Arena Joondalup verlegt. Organisator AJ Maddah kündigte an, dass 2014 das Festival zum letzten Mal in Perth stattfinden würde.

#### Veranstaltungsorte
- RNA Showgrounds, Brisbane, 22. Februar 2014
- Olympic Park, Sydney, 23. Februar 2014
- Flemington Racecourse, Melbourne, 28. Februar 2014
- Bonython Park, Adelaide, 1. März 2014
- Arena Joondalup, Perth, 3. März 2014

#### Line-up
- Green Day
- Avenged Sevenfold
- Alice in Chains
- A Day to Remember
- Richie Sambora
- The Living End
- Rob Zombie
- Megadeth
- Mastodon
- Placebo
- HIM
- AFI
- Korn
- Alter Bridge
- Trivium
- Pennywise
- Jimmy Eat World
- Down
- DevilDriver
- The Dillinger Escape Plan
- Glassjaw
- Panic! at the Disco
- Eagles of Death Metal
- Less Than Jake
- Mayday Parade
- Asking Alexandria
- Biffy Clyro
- Newsted
- Filter
- Rocket from the Crypt
- Baroness
- Suicide Silence
- Clutch
- Alkaline Trio
- The Ghost Inside
- The Porkers
- Gojira
- Desaparecidos
- ††† (Crosses)
- Zebrahead
- Five Finger Death Punch
- Satyricon
- August Burns Red
- Testament
- Ill Niño
- Living Colour
- Mutemath
- Black Veil Brides
- Letlive
- I Killed the Prom Queen
- Motionless in White
- Gwar
- The Black Dahlia Murder
- Mushroomhead
- Finch
- Authority Zero
- Dream On, Dreamer
- Stiff Little Fingers
- Thy Art Is Murder
- Graveyard
- Pulled Apart by Horses
- Nancy Vandal
- Bowling for Soup
- Trash Talk
- Skindred
- Dir En Grey
- Volbeat
- Amon Amarth
- Terror
- Whitechapel
- Defiler
- TesseracT
- Deez Nuts
- The Story So Far
- 10 Years
- In Hearts Wake
- Breathe Carolina
- Hardcore Superstar
- I Call Fives
- Hacktivist
- Walking Papers
- Our Last Night
- Coliseum
- Devil You Know
- Your Demise
- SOiL
- Heaven’s Basement
- The BossHoss
- Nostalghia
- DARKC3II
- Uncle Acid & the Deadbeats
- The Defiled
- Real Friends
- Upon a Burning Body
- The Dangerkids

#### Lokale Bands
Brisbane
- Chronolyth
- HELM

Sydney
- Red Bee
- Trophy Eyes

Melbourne
- The Bennies
- King Parrot
- Ceres

Adelaide
- Truth Corroded
- Sierra
- Se Bon Ki Ra

Perth
- Xenobiotic
- Chaos Divine
- Make Them Suffer

Anmerkungen
- The Living End ersetzte Stone Temple Pilots, welche aufgrund Organisationsproblemen abgesagt haben.[20]
- Megadeth wurde aus unbekannten Gründen gestrichen.[21]
- Newsted wurde aus unbekannten Gründen gestrichen.[22]
- Filter ersetzten Sevendust, welche wegen eines Streites bezüglich der Gage mit den Veranstaltern gestrichen wurde[23]
- Desaparecidos wurden wegen interner Probleme gestrichen.[24]
- Dir En Grey spielten nicht in Perth.[25]
- Volbeat wurden aus dem Line-up in Perth und Adelaide wegen eines familiären Notfalls gestrichen und durch Auftritte lokaler Bands ersetzt.[26]
- Whitechapel wurde wegen eines Todesfalles innerhalb der Familie eines der Bandmitglieder vom Billing entfernt.[27]
- Hardcore Superstar wurde wegen eines Konfliktes mit den Organisatoren bezüglich der Auftrittszeit gestrichen.[22]

### 2015
Im Juni 2014 wurde bekanntgegeben, dass das Soundwave Festival zu einem Zwei-Tages-Festival, welches an zwei Wochenenden veranstaltet werden soll, umstrukturiert wird. AJ Maddah begründete diesen Schritt unter anderem mit dem Versuch, für die Festivalbesucher eine verbesserte Infrastruktur, längere Spielzeiten und weniger Stress zu ermöglichen. Es wurde außerdem angekündigt, dass zwischen dem 4. und 8. August 2014 jeweils eine Band aus dem Billing für das kommende Festival angekündigt werde. Die erste Gruppe, welche bestätigt wurde, war Coldrain.

#### Veranstaltungsorte
- Bonython Park, Adelaide, 21. und 22. Februar 2015
- Flemington Racecourse, Melbourne, 21. und 22. Februar 2015
- Olympic Park, Sydney, 28. Februar und 1. März 2015
- RNA Showgrounds, Brisbane, 28. Februar und 1. März 2015

#### Line-up Tag 1
- Faith No More (USA)
- Soundgarden (USA)
- Incubus (USA)
- Lamb of God (USA)
- Ministry (USA)
- Antemasque (USA)
- Gerard Way (USA)
- New Found Glory (USA)
- Fear Factory (USA)
- Steel Panther (USA)
- Falling in Reverse (USA)
- DragonForce (UK)
- Hollywood Undead (USA)
- One Ok Rock (JPN)
- Atreyu (USA)
- The Devil Wears Prada (USA)
- Godflesh (UK)
- The Aquabats (USA)
- Area-7
- Ne Obliviscaris
- Mayhem (NOR)
- Lower Than Atlantis (UK)
- Bayside (USA)
- Nothing More (USA)
- He Is Legend (USA)
- Fireworks (USA)
- King Parrot
- Crown the Empire (USA)
- Icon for Hire (USA)
- Emily’s Army/Swimmers (USA)
- The Interrupters (USA)
- Monuments (UK)
- The Color Morale (USA)
- Sleepwave (USA)
- Patent Pending (USA)
- The Bennies
- Raglans (IRL)
- Deathstars (SWE)
- The Treatment (UK)
- Terror Universal (USA)

#### Line-up Tag 2
- Slipknot (USA)
- The Smashing Pumpkins (USA)
- Slash feat Myles Kennedy & The Conspirators (USA)
- Marilyn Manson (USA)
- Fall Out Boy (USA)
- Judas Priest (UK)
- Millencolin (SWE)
- All Time Low (USA)
- Godsmack (USA)
- Killer Be Killed (USA)
- Exodus (USA)
- Tonight Alive
- The Vandals (USA)
- Lagwagon (USA)
- Papa Roach (USA)
- Of Mice & Men (USA)
- Escape the Fate (USA)
- The Wonder Years (USA)
- Twin Atlantic (UK)
- Animals as Leaders (USA)
- Apocalyptica (FIN)
- Fucked Up (CAN)
- Nonpoint (USA)
- Crossfaith (JPN)
- Butcher Babies (USA)
- King 810 (USA)
- The Swellers (USA)
- Conditions (USA)
- Confession
- coldrain (JPN)
- Le Butcherettes (MX)
- Dayshell (USA)
- This Wild Life (USA)

## Compilations
Zwischen 2008 und 2010 wurden offizielle Compilation-CDs der teilnehmenden Musiker und Bands über Shock Records veröffentlicht.